# Lope de Vega
Frey Lope Felix de Vega Carpio (bekendt som Lope de Vega, født 25. november 1562 i Madrid, død 27. august 1635 sammesteds) var en spansk digter.

## Levned
Litteraturhistorien kender næppe magen til en så tidlig udviklet og så fabelagtig frodigt producerende digterbegavelse. Han gjorde vers, hedder det, da han var 5 år gammel (hvis man da kan tro hans første biograf, Montalván); 10 år gammel var han så stiv i latinen, at han oversatte Claudians De raptu Proserpinæ metrisk på spansk, og sin første komedie, El verdadero amanta, — den har man endnu, og den er forbavsende god —, skrev han i sit 13. år. Men vidunderbarnet var ingen bleg og spinkel drivhusplante: nedstammende fra den kraftige, nordspanske befolkning i la Montaña uddannede han sig i legemsøvelser og førte sin kårde som en mester, og med en skolekammerat, fortælles der, drog han i lømmelalderen på eventyr ud i den vide verden, — en udflugt, der rigtiknok endte prosaisk nok med, at politiet besørgede dem hjemsendt. Kærlighedshistorier havde han allerede haft fuldt op af som student (i Alcalá), da han 1583 gik med som soldat på togtet til de azoriske øer. Til årene efter hjemkomsten hører hans stormfulde elskovsforhold til en dame, hvem han har skildret — digtning og sandhed mellem hinanden — i den interessante, dialogiserede roman Dorotea. Damens virkelige navn var Elena Osorio og hun var skuespillerinde; og forholdet endte notorisk med en injurieproces, idet Lope de Vega anklagedes for at have forfattet skandskrifter imod hende, som han havde sunget om tidligere under navn af Filis, og mod hendes familie; det var skinsyge, der havde forledt ham dertil. Han fik en streng straf over sig 1588, flygtede til Valencia og gik ikke længe efter om bord på orlogsskibet San Juan, der hørte til den uovervindelige armada. Han var med i kampen mod englænderne og kom uskadt tilbage til Cadiz; midt under kampene og uvejrsstormene, der splittede flåden ad, havde Lope de Vega digtet et stort romantisk epos, La Hermosura de Angelica, i Ariostos stil. Men allerede i maj 1588 havde han holdt bryllup med Isabel de Urbina (Belisa, kalder han hende i digte), en ung dame af god familie, hvilken nødig så denne forbindelse. Hyrderomanen La Arcadia og en hel del komedier er fra den tid. I 1590 trådte han i tjeneste hos hertugen af Alba, sønnesøn af den berømte feltherre. Dog, hans urolige dage var endnu ikke forbi; han levede som gift mand et næsten lige så muntert og ubundet liv som før, synes det. Sin hustru mistede han 1595, lader det til. Lope de Vega blev 1598 atter knyttet som sekretær til en adelsmand, nemlig greven af Lemos (dengang markis af Sarriá), efter at han en lang tid havde opholdt sig hos markisen af Malpica; og i den tid skrev han digtene La Dragontea (om Francis Drake og just ikke til hans pris — som man kan tænke) og Isidro (til ære for Madrids skytshelgen). Siden var hertugen af Sessa i mange år hans ven og beskytter.
Et nyt kærlighedsforhold, til en Lucinda, ved hvem han blev fader til to børn, hører til denne tid; hun hed i virkeligheden Micaela de Luján og var skuespillerinde; denne elskovsforbindelse har sat mange spor i Lope de Vegas digteriske produktion. Lope de Vegas andet giftermål, med Juana de Guardo, fandt sted 1598. Ægteskabet synes at have været lykkeligt i nogle år, uagtet forholdet til Micaela de Luján ikke ophørte. Da hans hustru døde 1613, gjorde dette straks meget indtryk på ham; året før havde han mistet en lille søn, som han elskede højt, og hans sorg gav sig luft i en rørende smuk canzone til minde om Carlos Felix. Andre, lidt tidligere vidnesbyrd om alvorligere sindsretning foreligger i det skønne religiøse digt fra 1611: Los pastores de Belén (hvori den dejlige Madonnas Vuggesang, der er oversat på mangfoldige sprog) og i beslutningen at blive tertiarier i Sankt Franciskus-orden (hvad han blev 1611) og derefter præst. I 1614 iværksatte han sidstnævnte plan. Men trods fremrykket alder og præsteværdigheden gav han endnu engang sine samtidige stof til forargelse og satire ved det brødefulde, lidenskabelige forhold til en gift dame, Marta de Nevares Santoyo. Med at digte — og det meget andet end religiøs poesi — vedblev han, der fra 1610 til sin død boede i Madrid, så længe han levede; det var for ham næsten det samme som, at drage åndedræt. Forskellige æresbevisninger tildeltes ham i disse senere leveår: han blev således apostolisk protonotar i Toledo 1616, og 1627 gjorde paven ham til Dr. theol., og johannitterridder til tak for et digt, hvori han besang Maria Stuarts død. Men han ramtes også af mange hårde stød på sine ældre dage: hans talentfulde, uægte (men legitimerede) datter Marcela var blevet nonne 1623; omtrent ved denne tid blev den ovenfor nævnte Doña Marta blind og sindssyg, og 1632 døde hun; sønnen Felix Lope, en broder til Marcela, druknede ved et skibbrud 1634, og samme år løb Lope de Vegas og Martas datter Antonia Clara bort hjemmefra med en adelsmand. Under disse omstændigheder lagde der sig flere og flere skygger over Lope de Vegas sind og nedbrød hans helbred, og hans andagtsøvelser, endog piskninger til blods og medvirken ved autodaféer, optog mere og mere af hans tid; men egentlig syg havde han kun været i ganske få dage, da han døde, og pennen var i hans hånd næsten til det sidste. Feliciana, datter af hans anden hustru, udnævnte han til sin universalarving. Hans ligbegængelse fandt sted under umådelig deltagelse (nu kendes hans gravsted ikke mere), og en mængde digtere i Spanien og andre lande sang sørgekvad over ham, hvilke udkom samlede i trykken (i Madrid og Venedig).

## Forfattervirksomhed
Som man ser, var Lope de Vegas liv just ikke moralsk eksemplarisk. Hans karakter havde da også sine store skyggesider, idet han tit røbede upålidelighed, måske endda ondskabsfuldhed, af og til misundelse; men det berettes til gengæld, at han ved mange lejligheder har vist sig højsindet, godgørende og hjertelig. Lope de Vega, med sin mandig smukke, statelige skikkelse, har været, hvad spanierne kalder simpátio — og dette falder ofte slet ikke sammen med det korrekt og borgerlig dydige; et stemningsmenneske og en ægte digternatur, som upåtvivlelig altid har følt såre intensivt, både andagt og begejstring og venskab og kærlighed, men i almindelighed rigtignok kun for en stund. Han kunne imidlertid til syvende og sidst bære sig ad omtrent, som det lystede ham: sin nations beundring og hjertelag havde han én gang for alle vundet, fordi den mærkede, at han var kød af dens kød, i fortrin og fejl, i følelser og fordomme, og selv om han havde personlige fjender i hobetal (deriblandt Góngora, undertiden måske også Cervantes), forstummede hadet, når det gjaldt at anerkende digterkongen. Så lød det fra næsten alle kanter: han er "naturens vidunder, geniernes Føniks og Sok; og talemåden es de Lope brugtes om alt, hvad der var smukt og værdifuldt. At alt, hvad Lope de Vega har skrevet, ikke er dette, er forståeligt nok, når man betænker, hvilken uhyre mængde det er. Sin største dåd udførte han ved at skabe det spanske nationalteater; thi at han har gjort det, er ubestrideligt, og trods Tirso de Molinas lune og Calderóns ordpragt og intrigeslyngning er han dets største digter. Det har man fra 19. århundredes slutning mere og mere fået øjnene op for. Kun sjælden, om nogen sinde, når han det fuldendte, men "verdens største improvisator", herskeren over et bøjeligt og glansfuldt sprog og den rappe og lydhøre iagttager af naturen og det brogede menneskemylder har alle vegne udstrøet en utrolig fylde af geniale træk. Han kan interessere ved sine stykkers kækt udkastede planer, skitsere karakterer med overraskende natursandhed, røre med ægte udtryk for smerte og kummer, ryste ved virkningsfuld uhygge og snart henrive til latter, snart fremkalde et let smil ved sin komik. Han har afvekslende elegance og voldsomhed, brillant teatereffekt og lyrisk stemningsbølgen, ridderlig patos og folkesangsduftende landlig ynde. Men så har han ganske vist også til andre tider grandiose smagløsheder og forryktheder i handling og dialog, om end kun enkeltvis, eller han kan være ganske flad og rutinemæssig, når han var uinspireret.
Tallet på hans egentlige, eller versificerede 3 akts Comedias har man i ældre tid angivet som mellem 1500 og 1800; men dette må nu betragtes som aldeles utroværdigt. Nutildags har man derimod 500, måske endda nogle flere, hvilke kan antages virkelig at være af Lope de Vega (thi der udkom mange andre forfatteres arbejder under hans populære navn). Desuden har man titlerne på nogle stykker, som hidtil ikke er fundne; skulle disse fremkomme, kan man dog vist rolig sige, at et højere tal end 700 eller lidt derover vil man ikke nå til. At fremhæve enkelte iblandt denne masse er højest vanskeligt. Nogle af de bedste træffes iblandt de skuespil, der behandler sagn og optrin af Spaniens ældre historie, for eksempel El rey Wamba, El remedio en la desdicha, Los comendadores de Córdoba, Las famosas Asturianas, El mejor alcalde el Rey, La estrella de Sevilla, Paribañez y el comendador de Ocaña, Fuente Ovejuna og Las paces de los royes. Et storartet og gribende drama, efter motiv af en italiensk novelle (ligeledes benyttet af Byron i Parisina), er El castigo sin venganza. Men også blandt lystspillene — og omtrent det samme som de såkaldte Comedias de capa y espada — er der mange at nævne: El acero de Madrid (motivet som det i Holbergs Kilderejsen), El mayor imposible, Si no vieran las mujeres, El villano en su rincón (Friedrich Halms König und Bauer), De cuando acá nos vino, El perro del hortelano, La esclava de su galán, La Noche de San Juan, Amor sin sober â quien osv. Under indtrykket af al denne overflod har en engelsk beundrer af Lope de Vega, James Fitzmaurice-Kelly, udtalt, at den, der kan nok spansk til at læse ham, vil aldrig behøve at tilbringe en kedsommelig stund i hele sit liv. For resten er det især Grillparzer, der har bragt Lope de Vega (Du reicher Geist mit unbekannten Schätzen, Dir selber mehr als andern unbekannt) til ære og værdighed på ny efter lang tids tilsidesættelse; i perioden nærmest efter Lope de Vegas levetid frådsede inden- og udenlandske dramatikere i hans fantasisprudlende værker, og især franskmændene (Hardy, Rotrou) hentede da emner og indfald derfra som fra et magasin. En egen afdeling af Lope de Vegas dramatiske frembringelser er hans autos. Han skal have skrevet 400 sådanne, men nu eksisterer i alt fald kun omtrent 40. I denne digtart når han ikke så højt som Calderón, der endelig uddannede den, men hans geni fornægter sig dog ikke i flere af hans katolsk-religiøse festspil, navnlig i La siega. Desuden er at anføre, at Lope de Vega har digtet talrige mindre teaterstykker (loas og entremeses).

## Udgaver og oversættelser
Lope de Vegas ikke-dramatiske værker er just heller ikke få. I levnedsskildringen er allerede omtalt nogle af dem og her skal nu yderligere anføres: El Peregrino en su patria (eventyrlig roman), La Jerusalén conquistada (heltedigt i Tassos manér, emnet er Richard Løvehjertes korstog), Rimas del licenciado Tomé de Burguillos (mest burleske, indeholder det morsomme parodiske epos La Gatomaquia), La Corona trágica (historiskt epos om Maria af Skotland), Arte nueuo de hacer comedias (læredigt, hvori han, teaterpraktikeren, noget flot forsvarer sin skuespildigtnings regelløshed), El Laurel de Apolo (allegorisk-litteraturhistorisk digt), Filomena (mytologisk digtning) og flere samlinger af mindre digte, såvel verdslige som åndelige, såvel i de nationale som i de italienske versformer; der er meget ligefrem ypperligt i denne lyrik, som i det hele må regnes blandt det bedste af, hvad dette så at sige uudtømmelige geni har skænket verden. En monumental udgave af Lope de Vegas Obras, ved det Spanske Akademi og med Marcelino Menéndez Pelayo som udgiver, begyndte at udkomme i Madrid 1890; der foreligger 15 smukt udstyrede kvartbind med en stor del af hans dramatiske værker; fuldstændig afsluttet blev den ikke på grund af udgiverens død 1912. Tidligere udkom Las comedias de Lope Félix de Vega Carpio (28 bind, 1604—47), en meget sjælden samling, som kun findes fuldstændig i nogle få biblioteker, deriblandt Statsbiblioteket i Wien og Universitetsbiblioteket i Madrid; endvidere Colección de las obras sueltas de Lope de Vega (21 bind, Madrid 1776—79); Comedias escogidas, ved Hartzenbusch (4 bind, Madrid 1853—60; er 24., 34., 41. og 52. bind af Rivadeneyras Biblioteca de autores españoles) og Obras no dramáticas (Madrid 1856, 38. bind af samme Biblioteca); desuden Poesias i 16., 35., 36. og 52. bind af samme klassikersamling. Komedier af Lope de Vega findes fra gammel tid i mange enkeltudgaver og i allehånde samlinger.
De vigtigste øvrige værker i første enkeltudgave: Isidro (Madrid 1599); La Hermosura de Angelica (Madrid 1602); La Dragontea (Valencia 1598); Arcadia (Madrid 1598, siden mange gange); El Peregrino (Sevilla 1604, siden ofte); La Jerusalén conquistada (Madrid 1609); Los Pastores de Belén (Madrid 1612 og ofte senere); Corona trágica (Madrid 1627); El Laurel de Apolo (Madrid 1630); La Dorotea (Madrid 1632, siden flere gange); La Filomena (Madrid 1621 og oftere); Rimas humanas, med Arte nuevo de hacer comedias (Madrid 1609); Rimas sacras (Madrid 1614); Romancero espiritual (Zaragoza 1622); Rimas del Licenciada Tomé de Burguillos (Madrid 1634). På tysk er en del af Lope de Vegas stykker oversatte af Soden, Malsburg, Dohrn, Schack, Braunfels, Rapp og Lorinser. Af C. Richard oversattes Romantische Dichtungen von Lope de Vega, hvori blandt andet Dorotea (9 bind, Aachen og Leipzig 1826—28). Af franske oversættelser kan nævnes: Baret, Œuvres dramatiques de Lope de Vega (2 bind, 2. udgave, Paris 1874); Damas Hinard, Théâtre de Lope de Vega (2 bind, ny udgave, Paris 1881); endvidere Dorotea ved Dumaine (Paris 1892), El mejor alcalde ved Le Senne og de Saix (Paris 1912); La estrella de Sevilla ved de samme. Af engelske oversættelser kan nævnes El mejor alcalde ved Underhill. Henrik Hertz har på dansk bearbejdet Kongen og Bonden af Friedrich Halm, der jo er en bearbejdelse af et Lope de Vegask stykke; og Slavinden af Kærlighed opførtes 1862 i Sille Beyers fordanskning på det Kongelige Teater i København, men er ikke trykt. Endelig må nævnes Lope de Vegas Udvalgte Skuespil (7 i tallet), oversat fra spansk af Emil Gigas, med indledning og noter, 2 bind (København 1917—18).